# Rubus trilobus
Rubus trilobus är en rosväxtart som beskrevs av José Mariano Mociño, Martín Sessé y Lacasta och Nicolas Charles Seringe. Rubus trilobus ingår i släktet rubusar, och familjen rosväxter. Inga underarter finns listade i Catalogue of Life.